# Gaictech
Gaictech The Canning Machinery Company es una empresa española dedicada a la fabricación de maquinaria para la industria conservera y del congelado, fundada en Gondomar en 2008. En 2024 se posicionó como la empresa de Galicia más internacionalizada según el Informe Ardán de la Zona Franca de Vigo.

## Historia
Gaictech surgió como vía para comercializar la maquinaria producida por Triomachine, empresa matriz que remonta sus orígenes a 1986. En 2008, la dirección decidió llevar a cabo la creación de Gaictech, que inició su actividad en Gondomar (Pontevedra). En 2016 Gaictech amplió sus instalaciones en el polígono industrial de Porto do Molle, en Nigrán (Pontevedra).
Gaictech ha dirigido desde entonces su actividad hacia la exportación. Más del 75% de su producción se dedica a la demanda fuera de España, con envíos de maquinaria para proyectos como la International Seafood Company de Omán, para la que fabricó una línea de atún con capacidad de procesar 50 toneladas diarias, y otra para sardinas con capacidad de 30 toneladas diarias; y la marroquí Tunamax, a la que equipó con una línea completa de atún para la mayor planta de atún de ese país. Gaictech ha suministrado equipos a empresas de 45 países.
De esta manera, Gaictech experimentó un crecimiento del 23,3% durante el periodo 2013-2023. Así, la compañía se situó como la empresa número 200 con mayor crecimiento dentro del sector según el ranking FT1000 (Europe’s Fastest Growing Companies), que edita el diario Financial Times en colaboración con Statista, acerca del crecimiento orgánico en los últimos 10 años de empresas en la zona de la Unión Europea.

## Productos
Gaictech se dedica a la fabricación de líneas completas de maquinaria para la industria conservera. Sus líneas principales son la conserva del atún, la conserva de la sardina y la conserva del mejillón. 
Las líneas de maquinaria de Gaictech comprenden desde la recepción y clasificación del producto hasta su envasado final, con máquinas de clasificado, corte, lavado y cocción de los productos marinos. La empresa también fabrica equipos de esterilización para la industria alimentaria como autoclaves y pasteurizadores, así como maquinaria de congelación y de paletización.